# يا من كنت حبيبي (مسلسل)
يا من كنت حبيبي، مسلسل خليجي اجتماعي، من إخراج محمد القفاص وتأليف الكاتب عبد العزيز الحشاش، وهو من إنتاج المجموعة الفنية. عُرض على قناة دبي في رمضان عام 2014.

## البطولة
المسلسل كان من بطولة الممثلين غازي حسين وشفيقة يوسف وهيا عبد السلام وحسين المهدي وفوز الشطي وإيمان محمد علي وأمل العوضي وفهد باسم ومها النمر وأحمد حسين.

## تسمية المسلسل
عندما خرجت قصة العمل إلى النور، وتم بدء تصويره حمل عنوان «أربعة قلوب» إلى أن تم تغييره بناءً على طلب الجهة المنتجة وهي مؤسسة دبي للإعلام من الشركة المنفذة للعمل والمنتج باسم عبد الأمير وكاتب القصة عبد العزيز الحشاش، الذي أكد أن فكرة تغيير الاسم جاءت من قبل الجهة المنتجة للعمل وهي قناة دبي الفضائية التي كانت لها وجهة نظر في المسمى القديم للعمل، حيث رأت أن الاسم الجديد «يا من كنت حبيبي» هو الأنسب للعمل برغم انه عرف من خلال وسائل الإعلام بالاسم القديم، وقال: «سيعرض العمل كما تم تصويره، بدون حذف وبعد عمل المونتاج»، مؤكداً احترامه لوجهة نظر الجهة المنتجة في هذا الأمر ..